# Виндоли (Ријети)
Виндоли је насеље у Италији у округу Ријети, региону Лацио.
Према процени из 2011. у насељу је живело 57 становника. Насеље се налази на надморској висини од 905 м.